# Leuchtturm Hohe Weg
Der 36 m hohe Leuchtturm Hohe Weg ist das älteste feste Leuchtfeuer der deutschen Nordsee und eine der wichtigsten Navigationshilfen am westlichen Fahrwasserrand der Außenweser.

## Lage
Der Leuchtturm befindet sich 25 km nordwestlich von Bremerhaven und 3 km östlich der Vogelinsel Mellum am Rand des Wattenmeers auf der gleichnamigen Sandbank Hohe Weg vor der Küste Butjadingens. Bei Hochwasser ist der Leuchtturm komplett vom Wasser umgeben und bei Niedrigwasser fällt die Sandbank Hohe Weg trocken. Der achteckige aus Hartbranntziegeln erbaute Turm besteht aus einem Fundament in Pfahlbauweise, einem gemauerten Fuß sowie zwei stählernen Galeriegängen. Die aus Stahl bestehende Laterne ist grün lackiert, der Turm ist mit rot lackierten Aluminiumplatten verkleidet. Im Turm befinden sich eine Zisterne, Lagerräume und mehrere Stuben für bis zu vier Leuchtturmwärter, die bis 1973 auf dem Turm ihren Dienst verrichteten. Aufgrund der Lage können diese Räumlichkeiten von in Not geratenen Wattwanderern genutzt werden.

## Geschichte
Die Geschichte der Seezeichen auf der Sandbank Hohe Weg reicht bis in das Jahr 1757. Auf einer Karte der Wesermündung aus diesem Jahr ist dort schon ein turmartiges Seezeichen eingezeichnet. 1783 wurde nach Genehmigung des Herzogtums Oldenburg, welches die Wesermündung beanspruchte, mit der „Bremer Bake“ eine neue Bake aus Holz errichtet. Aufgrund des stetig wachsenden Schiffsverkehrs begannen 1824 Planungen für den Bau eines Leuchtturms. In dieser Zeit legte die Hansestadt Bremen zur Sicherung ein Feuerschiff aus.

„Denen Seefahrenden dienet zur Nachricht, daß statt der am Ausfluß der Weser auf Schmidts-Steert gestandenen, aber abgebrannten Bake, und nachher auf selben Platz errichteten, aber durch Sturm vertriebenen Noth-Bake, jetzt auf dem hohen Weg, eine Viertel-Meile mehr südwerts, eine neue Bake gebauet ist, und daß, von der siebenden schwarzen, oder Mellum-Tonne, die mit F gezeichnet ist, die neue Bake Süden zum Osten, ein Drittel Ost, mir ein und drey Viertel Strich Misweisung, liege“

Mit der 1840 einsetzenden Dampfschifffahrt auf der Außenweser bis zum Hafenplatz Bremerhaven änderten sich die Anforderungen an die Fahrwasserbezeichnung grundlegend. Die „Bremer Baake“, die bis dahin ausgelegten Fahrwassertonnen und das auf der Sandbank Hohe Weg liegende Feuerschiff genügten nicht mehr den Sicherheitsansprüchen der Schifffahrt. Aus diesem Grund war die Stadt Bremen bereit, die beiden Schifffahrtszeichen durch ein Festfeuer in Form eines Leuchtturms zu ersetzen, der gegenüber einem Feuerschiff wesentlich geringere Betriebskosten entstehen lässt.
Jacobus Johannes van Ronzelen, der erste Baumeister und Hafenbaudirektor Bremerhavens, wurde 1854 mit dem Bau des Leuchtturms beauftragt. Vom 23. September bis zum 4. Oktober 1854 begann er mit den Voruntersuchungen. Für die damalige Zeit stellte der Bau eine große Herausforderung dar, denn an den Fundamenten konnte nur bei Ebbe gearbeitet werden und das gesamte Baumaterial sowie die Unterkünfte der mit dem Bau beauftragten Arbeiter mussten auf 120 je 4,5 Meter tief in den Wattboden hineinragenden Pfählen gelagert und errichtet werden. Während der Bauzeit waren die Quartiere der bis zu 70 Bauarbeiter um die benachbarte Bremer Baake herum gebaut worden. Die Bauzeit betrug insgesamt 15 Monate, so dass der Turm am 1. Dezember 1856 seinen Dienst aufnehmen konnte. Ab 1858 wurde auf dem Turm der Telegraphenbetrieb aufgenommen. Im Jahr 1893 wurde eine an der südwestlichen Seite eine Anlegebrücke und ein mit Leinen vom Turm aus zu bedienender Windanzeiger (Semaphor) errichtet. Der Semaphor auf der Anlegebrücke zeigte den vorbeifahrenden Schiffen die aktuelle Windrichtung und -stärke auf Borkum und Helgoland an und wurde aufgrund der über die Telegraphie erhaltenen Daten entsprechend von Hand eingestellt. Heute steht der Semaphor restauriert in Bremerhaven. Die erste Lichtquelle des Turms war eine Öllampe in einer Fresnelschen Gürtellinse.
Im Zuge des Aufbaus der Landradarkette Außenweser zur Optimierung der Sicherheit wurde der Turm in den Jahren 1960 und 1961 mit einem neuen Laternengehäuse, einer Radaranlage und Richtfunkantennen ausgestattet, die 1984 modernisiert wurde. Bei den erforderlichen Umbaumaßnahmen wurde die alte, 2,4 m hohe Gürteloptik durch eine kleinere ersetzt. Die alte Optik, die bis 1941 mit einem Petroleumglühlicht betrieben wurde, ist heute im Deutschen Schifffahrtsmuseum in Bremerhaven ausgestellt. Im Jahr 1973 wurde der Leuchtturm als letztes aktive Leuchtfeuer voll automatisiert und die Leuchtturmwärter abgezogen. Seitdem wird der Turm von Bremerhaven aus fernüberwacht. 1996 erhielt der Turm eine achteckige Aluminiumverkleidung aus rot lackierten Elementen. Anfang des 21. Jahrhunderts erhielt der Turm eine neue Lichttechnische Ausrüstung mit 4-fach-Lampenwechsler und Halogenglühlampen mit 1000 Watt und einer Leuchtstärke von 126.000 cd.

Passkarte der Wesermündung von 1757 mit dem Weg von Helgoland nach Wangerooge
Bremer Baake im Jahr 1854
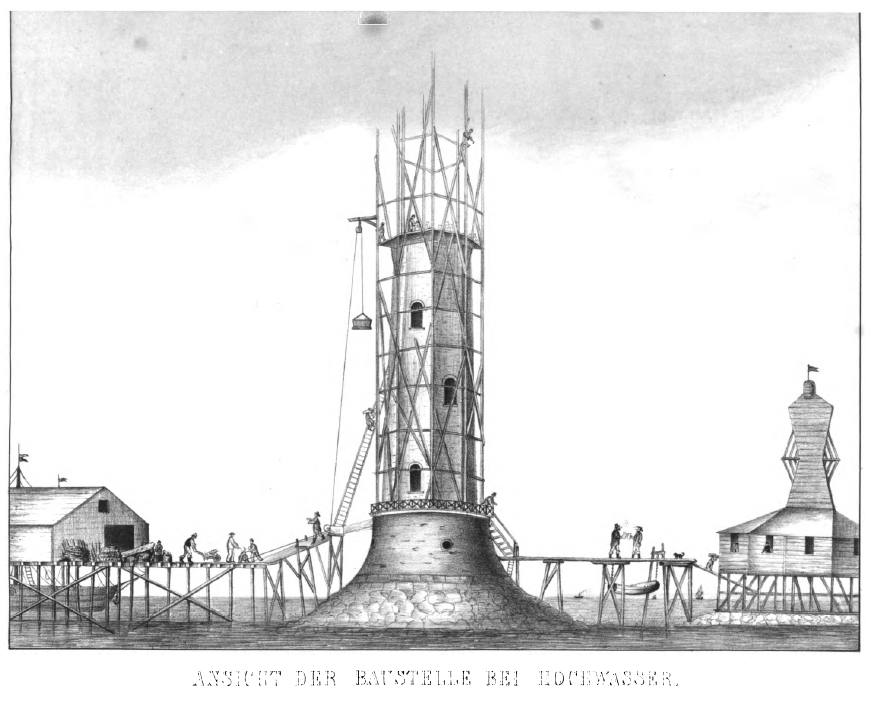
Bauphase 1855/56 mit halb errichteten Leuchtturm und Baake mit Wohnräumen
Lage der Sandbank Hohe Weg in der Außenweser
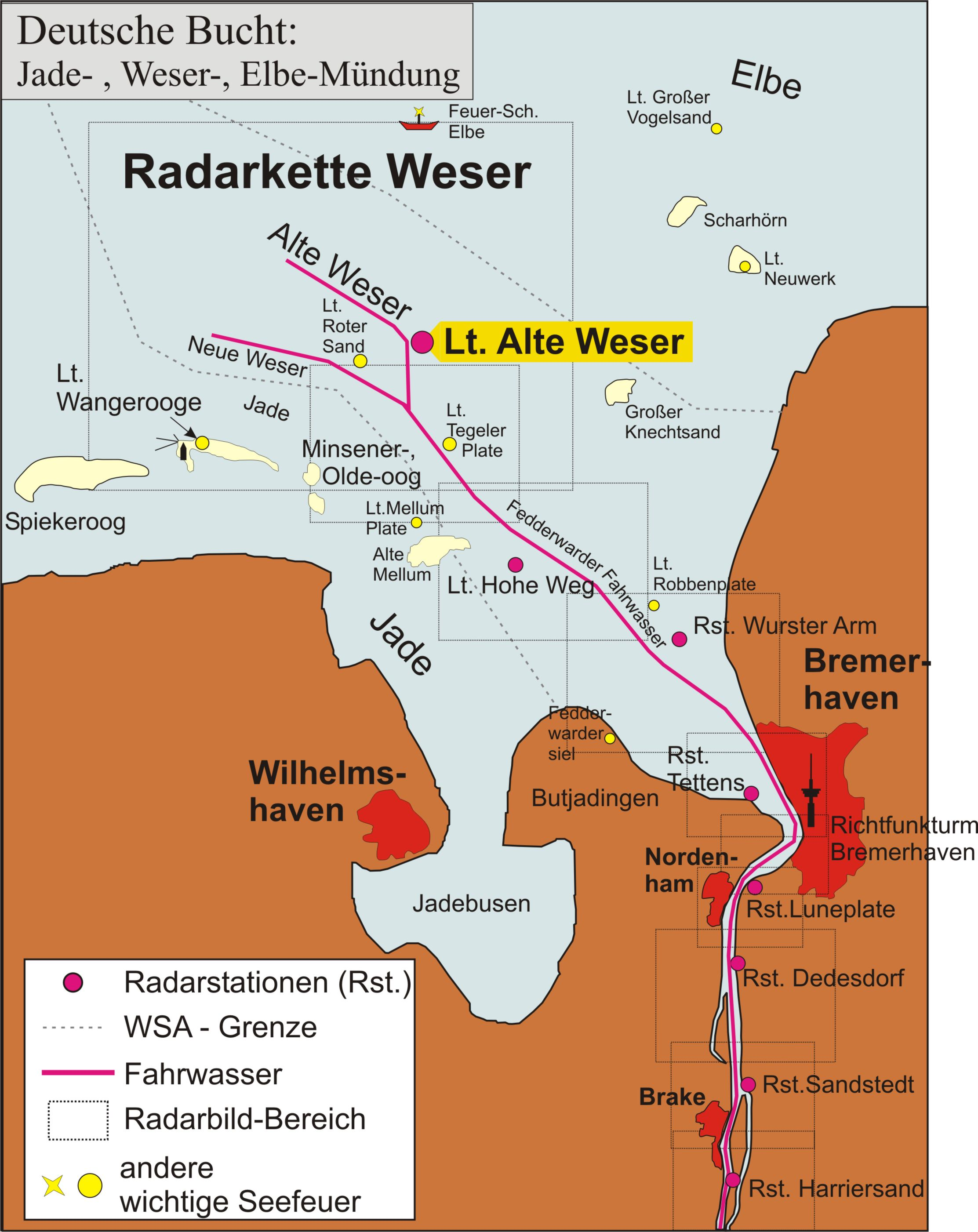
Radarkette Weser mit der Radarstation Hohe Weg
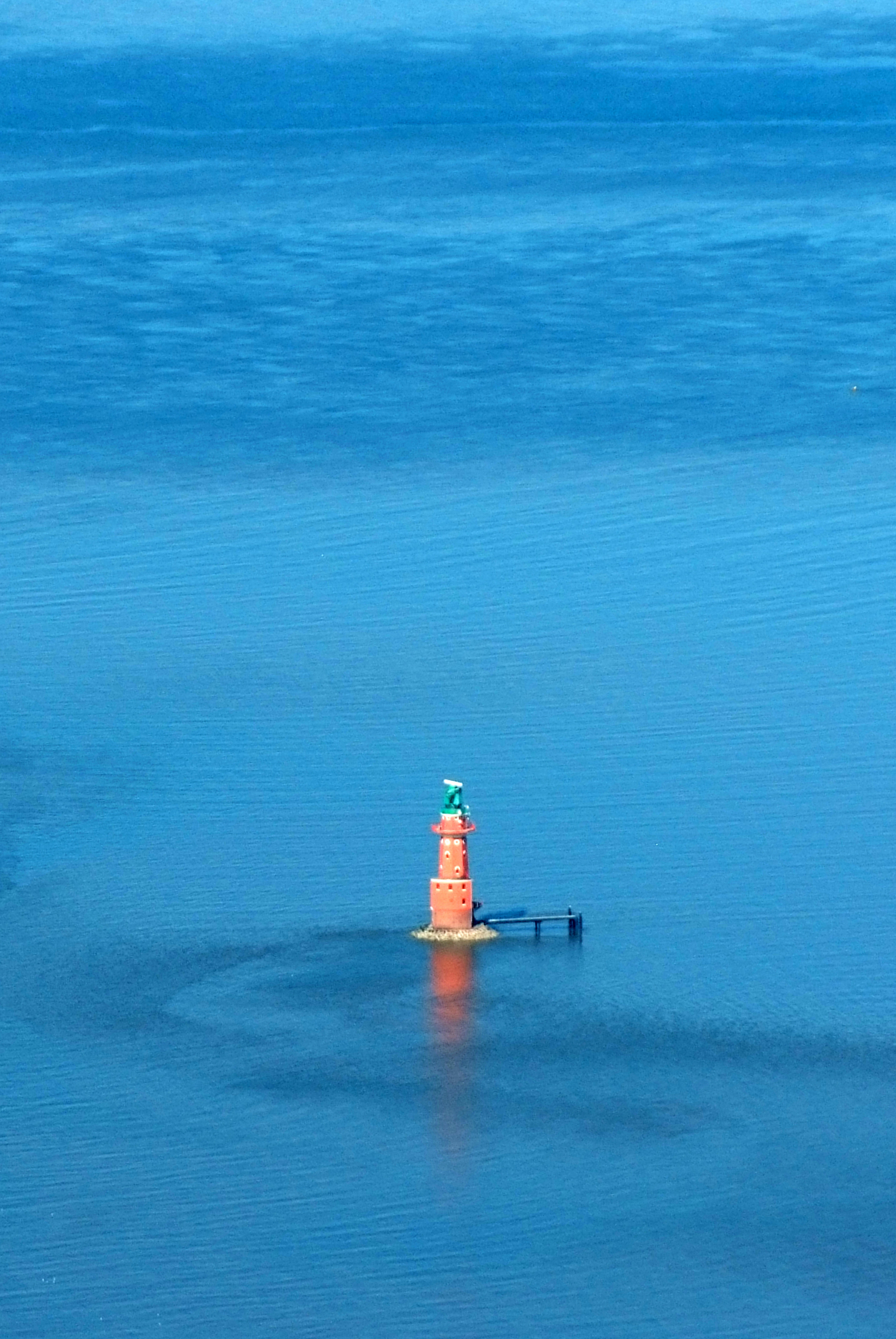
Leuchtturm und  Sandbank Hohe Weg
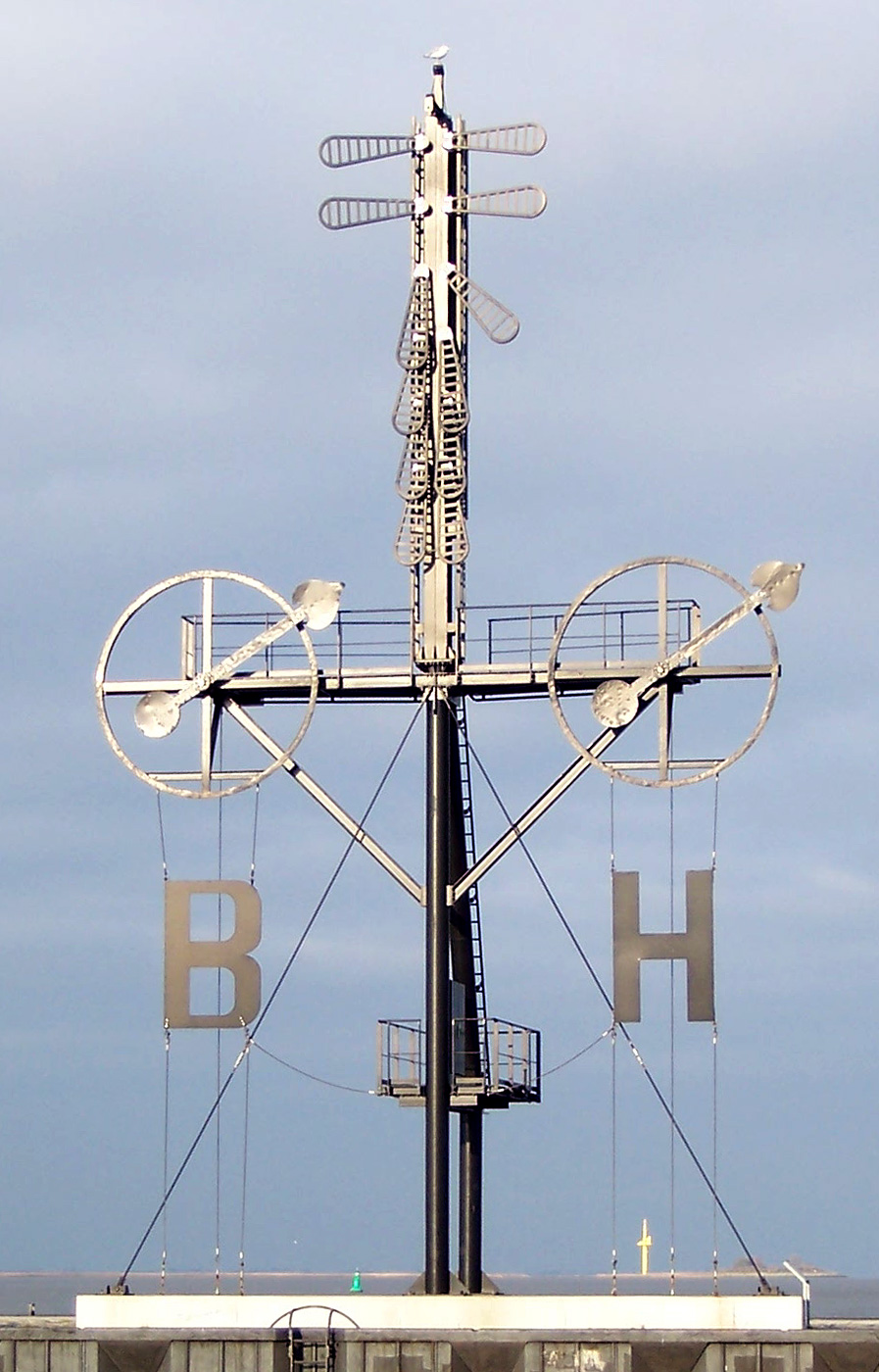
Semaphor

## Semaphor
Semaphore (gr. Zeichenträger) wurden ab 1873 an markanten Küstenpunkten des Deutschen Reiches als optischer Windanzeiger für die Schifffahrt gebraucht. Der 19,3 m hohe Semaphor des Leuchtturms Hohe Weg wurde 1893 als Signalgerüst auf der Anlegebrücke des Turms errichtet. Er stellte vor der Einführung der elektronischen Kommunikation ein wichtiges Informationsmittel dar. Der Semaphor zeigt mit zwei jeweils 4,5 Meter langen Zeigern die Windrichtung auf Borkum (B) und Helgoland (H) an. Sechs je 1,5 Meter lange Zeiger zeigen wie ein Formsignal im Bahnverkehr die Windstärken Eins bis Zwölf an. Dabei steht ein Zeiger jeweils für zwei Windstärken. Im Jahr 1972 erfolgte aufgrund des starken Rostbefalls die Stilllegung des Semaphors; 1976 erfolgte die Demontage. Dabei wurden einige Teile im Deutschen Schifffahrtsmuseum in Bremerhaven eingelagert. Die Stadt Bremerhaven ließ den Semaphor zur Sail Bremerhaven auf Initiative der Schiffahrtsgeschichtlichen Gesellschaft Bremerhaven und der Bremerhavener Entwicklungsgesellschaft im Jahr 2005 mit Verwendung der erhaltenen Originalteile rekonstruieren. Er steht seitdem an der Bremerhavener Nordmole zur Einfahrt zum Neuen  Hafen (Bremerhaven) und übernimmt seine Funktion der Anzeige der Winddaten. Die Daten zur Anzeige werden alle zwei Stunden kostenfrei vom Deutschen Wetterdienst gesendet und optisch sichtbar angezeigt. Dabei werden die Daten mit Getriebemotoren auf die einzelnen Zeiger übertragen. Ein vergleichbarer Semaphor steht im Hafen von Cuxhaven.

## Sonstiges
Am 10. August 2006 wurde anlässlich des 150. Bestehens ein Motiv des Turms für die 55-Cent-Sonderbriefmarke im Rahmen der Serie „Leuchttürme“ der Deutschen Post AG veröffentlicht.